# Parti réformiste (Serbie)
Pour les articles homonymes, voir Parti réformiste.
Le Parti réformiste (en serbe cyrillique : Реформистичка странка ; en serbe latin : Reformistička stranka ; en abrégé : RS) est un parti politique serbe fondé en 2005. Il a son siège à Niš et est présidé par Aleksandar Višnjić. 

## Activités électorales
Le Parti réformiste (RS) présente une liste de 94 candidats aux élections législatives du 21 janvier 2007 ; il recueille 1 881 voix, soit 0,05 % des suffrages, ce qui ne lui permet pas d'envoyer de représentant à l'Assemblée nationale de la république de Serbie.
Jugoslav Dobričanin, le vice-président du parti, se présente au premier tour de l'élection présidentielle serbe de 2008 ; il obtient 11 894 voix, soit 0,29 % des suffrages. Le parti présente une liste de 119 candidats aux élections législatives anticipées du 11 mai 2008 ; la liste recueille 10 563 voix, soit 0,26 % des suffrages, ce qui ne lui permet pas d'obtenir de député.
Lors des élections législatives du 6 mai 2012, le Parti réformiste constitue une liste de 175 candidats. La liste recueille 0,23 % de suffrages et n'obtient aucun représentant à l'Assemblée.